# Columbus (groupe)
Pour les articles homonymes, voir Columbus.
 (mai 2017).
Columbus est un groupe d'emo et pop punk australien, originaire de Brisbane, dans le Queensland. Leur style musical est comparé à celui de groupes comme Moose Blood et Real Friends.

## Biographie
Columbus est formé en 2012 par le chanteur et guitariste Alex Moses, accompagné du bassiste Ben Paynter et du claviériste Daniel Seymour à Brisbane. En octobre 2013, le groupe publie son premier EP, intitulé Sad Songs and Sing-Alongs. Le 19 janvier 2014, le groupe publie son deuxième EP, intitulé Home Remedy, en format numérique. 
Leur premier album studio, intitulé Spring Forever, est publié le 26 août 2016 au label UNFD. S'ensuit d'une tournée en soutien à l'album. Entre le 15 et 26 novembre 2016, le groupe réalise sa première tournée en tête d'affiche au Royaume-Uni avec Roam. Ils entament également une tournée australienne avec In Hearts Wake et The Ataris,.

## Discographie
- 2013 : Sad Songs and Sing-Alongs (EP)
- 2014 : Home Remedy (EP)
- 2016 : Spring Forever